# عردة (تيماء)
مركز عردة أحد المراكز الإدارية التابعة لمحافظة تيماء في منطقة تبوك بالمملكة العربية السعودية، يبعد مسافة 90 كم جنوب غرب تيماء.